# アマレスけんちゃん
『アマレスけんちゃん』は、若杉公徳による日本のギャグ漫画作品。青年誌『ヤングマガジンアッパーズ』（講談社）に2004年2号から19号まで連載された。『アッパーズ』の休刊により事実上打ち切りとなってしまい、単行本化も中止になってしまっていたが、2006年10月に『デトロイト・メタル・シティ』2巻とともに単行本化される。この単行本には『アッパーズ』休刊後に描かれた準主役キャラ、沼田プチョコフを主役とした続編『おしえてっプチョコフ』も収録。本項でも言及する。

## ストーリー
モテず、喧嘩も弱い普通の高校1年生の主人公、永野健平（けんちゃん）が、元レスリング銀メダリストの教師、沼田プチョコフと出会いレスリング部に入って、モテるために色々な騒動を巻き起こす。一話完結の全9話。雑誌休刊により未完である。続編『おしえてっプチョコフ』は全3話。

## 登場人物
永野健平（ながの けんぺい）
本作の主人公。通称「けんちゃん」。モテない高校1年生で当然童貞。髪を金髪に染めてはいるが、喧嘩が弱くヤンキーになりきれない。バカだが時折異様に頭の回転が速くなる。プチョコフと出会いレスリング部に入部するが、あまり部活に出ていない。
沼田プチョコフ（ぬまた プチョコフ）
この作品の準主役。ロシア人とのハーフである数学教師。本名は沼田エメリアエンコプチョコフ良純（ぬまた エメリアエンコプチョコフ よしずみ）、通称プチョコフ。29歳。8年前（本作は2004年の物語）のアトランタオリンピック銀メダリスト（階級は不明）。しかし決勝で試合中に脱糞してしまい棄権による負け。そのことがショックで引退し教師となる。元レスリング選手らしく筋骨隆々の体格で、体毛が異常に濃く、犬や猫の体毛のようにすぐ抜けて生えかわる。頭はハゲていてとても29歳には見えない。大人しく内向的な性格であり未だ童貞。そのためセックスに対して強い欲求を持ち、手段を選ばずに行動してしまう。人間離れした巨根の持ち主（だが、大き過ぎることがコンプレックスでもある）。続編の『おしえてっプチョコフ』では主人公。
降谷漫太（ふるや まんた）
健平の幼なじみで親友。デブでワキガの醜男であるが、性格は温厚で優しい。健平と同様に童貞だが、健平よりも積極的にモテるための行動を起こしている努力家でもある。
みっちゃん
本作のヒロイン。本名不明。漫太をちゃん付けで呼ぶ人懐っこい美少女。
ムネオ
レスリング部員。ホモ。立ち技は下手だが寝技はかなり上手い。レスリングを始めた理由は、大っぴらに男の子に抱きつけるからだという。
大豪院（だいごういん）
レスリング部員。ゴツい名前とは裏腹に貧相な体格で、オカルト趣味を持つ奇妙な人物。人形の「ランちゃん」に話しかけ、下着泥棒など犯罪行為も平気でする変態。
亮子（りょうこ）
みっちゃんの友人。とんでもなくデブでブス。
キャンディー
本名不明。みっちゃんをつけ狙うストーカーで盗撮マニア。
加藤進（かとう すすむ）
『おしえてっプチョコフ』の準主役。健平同様に普通の童貞少年。
高島史香（たかしま ふみか）
『おしえてっプチョコフ』のヒロイン。巨乳の美少女。

## 単行本
- 『アマレスけんちゃん』（講談社、2006年） ISBN 4-06-372220-1